# Stara Szkoła Friesa
Stara Szkoła Friesa (niem. Fries’sche Schule) – nazwa stosowana dla określenia formacji filozoficznej zainspirowanej przez Jakoba Friedricha Fries (1773–1843), funkcjonującej w Niemczech w pierwszej połowie XIX wieku i historycznie poprzedzającej tzw. Nową Szkołę Friesa z początku XX wieku.
Filozof Jakob Friedrich Fries (1773–1843) miał zwolenników zarówno w pierwszej połowie XIX wieku, jak i na początku XX wieku. W literaturze przedmiotu mówi się dlatego o pierwszej (starej) szkole Friesa i o nowej szkole Friesa (szkoła neofriesowska). Powstanie pierwszej szkoły Friesa zawdzięczamy jego studentom z Uniwersytetu w Jenie, takim jak Ernst Friedrich Apelt (1815–1859), Matthias Jacob Schleiden (1804–1881), Oskar Schlömilch (1823–1901) i Heinrich Johann Theodor Schmid (1799–1836), który w latach 1847–1849 wydawali pierwszą serię czasopisma Abhandlungen der Fries’schen Schule.

## Przedstawiciele
Do pierwszej szkoły Friesa (1847–1849) zaliczani są:
- Ernst Friedrich Apelt (1815–1859) – filozof, jego syn Otto Apelt(inne języki) (1845–1932) jest współzałożycielem nowej szkoły Friesa;
- Ernst Sigismund Mirbt(inne języki) (1799–1847) – filozof;
- Friedrich van Calker(inne języki) (1790–1870) – filozof;
- Heinrich Johann Theodor Schmid(inne języki) (1799–1836) – filozof,
- Ernst Hallier (1831–1904) – botanik,
- Oscar Schmidt (1823–1886) – zoolog,
- Oskar Schlömilch(inne języki) (1823–1901) – matematyk,
- Carl Friedrich Gauß (1777–1855) – matematyk,
- Matthias Jacob Schleiden (1804–1881) – botanik,
- Friedrich Eduard Beneke(inne języki) (1798–1854) – filozof i teolog,
- Jürgen Bona Meyer(inne języki) (1829–1897) – filozof,
- Wilhelm Martin Leberecht de Wette(inne języki) (1780–1849) – teolog,
- Karl Heinrich Schleiden(inne języki) (1809–1890) – teolog,
- Karl von Hase(inne języki) (1800–1890) – teolog i historyk,
- Karl Schramm(inne języki) (1810–1888) – teolog i pisarz,
- Ludwig Dankegott Cramer(inne języki) (1721–1824) – teolog,
- Otto Eggeling.